# 中国人民政治协商会议上海市委员会
中国人民政治协商会议上海市委员会，简称上海市政协或政协上海市委员会，成立于1955年5月12日。其前身为上海市各界人民代表会议协商委员会。2000年3月創辦刊物《浦江縱橫》。

## 历届委员会

### 第一届
- 任期：1955年5月－1958年10月
- 主席：柯庆施
- 副主席：刘季平、盛丕华、胡厥文、金仲华、刘述周、沈志远、黎照寰
- 秘书长：刘述周
- 委员：279人

### 第二届
- 任期：1958年11月－1962年7月
- 主席：陈丕显
- 副主席：刘季平、刘述周、刘靖基、沈体兰、金仲华、陈望道、胡厥文、舒新城、黎照寰、魏文伯
- 秘书长：王致中
- 委员：405人

### 第三届
- 任期：1962年7月－1964年9月
- 主席：陈丕显
- 副主席：刘述周、刘靖基、陈同生、陈望道、沈体兰、金仲华、周谷城、孟宪承、黎照寰
- 秘书长：王致中
- 委员：502人

### 第四届
- 任期：1964年9月－1977年12月
- 主席：陈丕显
- 副主席：石西民、金仲华、陈望道、陈同生、沈体兰、刘靖基、黎照寰、孟宪承、周谷城、王致中、吴若安、卢于道
- 秘书长：吴若岩
- 委员：502人

### 第五届
- 任期：1977年12月－1983年4月
- 主席：彭冲、王一平（1979年12月起）
- 副主席：赵行志、张承宗、梁国斌、苏步青、巴金、李干成、赵祖康、黄赤波、冯德培、刘靖基、吴若安、王致中、周谷城、卢于道、宋日昌、靖任秋、龙跃、杨宣武、谈家桢、刘良模、许文思、唐君远
- 秘书长：吴若岩
- 委员：627人

### 第六届
- 任期：1983年4月－1988年4月
- 主席：李国豪
- 副主席：张承宗、宋日昌、梅嘉生、杨士法、靖任秋、卢于道、赵超构、徐以枋、龙跃、叶叔华、刘良模、唐君远、董寅初、吴文祺、毛经权、杨恺、周璧、张瑞芳、杨槱、严东生
- 秘书长：范征夫
- 委员：694人

### 第七届
- 任期：1988年4月－1993年2月
- 主席：谢希德
- 副主席：毛经权、王兴、赵超构、徐以枋、唐君远、董寅初、张瑞芳、杨槱、严东生、吴增亮、陈铭珊、郑励志、赵宪初、陈灏珠
- 秘书长：陈福根
- 委员：685人

### 第八届
- 任期：1993年2月－1998年2月
- 主席：陈铁迪
- 副主席：毛经权、石祝三、刘靖基、徐以枋、杨槱、郑励志、陈灏珠、赵定玉、刘恒椽、郭秀珍、王生洪、谢丽娟、陈正兴、厉无畏
- 秘书长：马松山、吴汉民
- 委员：719人

### 第九届
- 任期：1998年2月－2003年2月
- 主席：王力平
- 副主席：朱达人、黄跃金、宋仪侨、王生洪、谢丽娟、郑励志、陈灏珠、刘恒椽、左焕琛、陈正兴、俞云波、黄关从、石四箴
- 秘书长：吴汉民
- 委员：768人

### 第十届
- 任期：2003年2月－2008年1月
- 主席：蒋以任
- 副主席：宋仪侨、黄跃金、王生洪、谢丽娟、左焕琛、俞云波、黄关从、石四箴、王荣华、王新奎、沈红光
- 秘书长：吴汉民 → 杨奇庆
- 委员：740人

### 第十一届
- 任期：2008年1月－2013年1月
- 主席：冯国勤
- 副主席：朱晓明、吴志明、周太彤、王新奎、李良园、钱景林、吴幼英、周汉民、蔡威、高小玫、姜樑
- 秘书长：陈海刚
- 委员：808人

### 第十二届
- 任期：2013年1月－2018年1月
- 主席：吴志明
- 副主席：周太彤（2016年1月辞任）、李良园（2016年1月辞任）、周汉民、蔡威、高小玫、姜樑（2017年1月辞任）、方惠萍、王志雄、张恩迪、李逸平（2016年1月增选）、徐逸波（2016年1月增选）、姜平（2017年1月增选）、赵雯（2017年1月增选）
- 秘书长：贝晓曦

### 第十三届
- 任期：2018年1月－2023年1月
- 主席：董云虎
- 副主席：方惠萍（女）（2021年1月辞任）、赵雯（女）（2020年1月辞任[2]）、周汉民、王志雄（2021年1月辞任）、张恩迪、李逸平、徐逸波（2021年1月辞任）、金兴明、黄震、虞丽娟（女）（2021年1月增选）、吴信宝（2021年1月增选）、寿子琪（2021年1月增选）、钱锋（2021年1月增选）
- 秘书长：贝晓曦[3]（－2022年1月） → 黄国平（2022年1月－）[4]
- 常委145人

### 第十四届
- 任期：2023年1月-
- 主席：胡文容
- 副主席：张恩迪（2024年1月辭職）[5]、陈群、肖贵玉、金兴明、黄震、虞丽娟（女）、吴信宝、寿子琪、钱锋、邵志清（2024年1月增選）[5]
- 秘书长：黄国平（2024年9月辭職） → 周亚（2025年1月增選）
- 常委146人[6]